# I dödens bojor Kristus låg

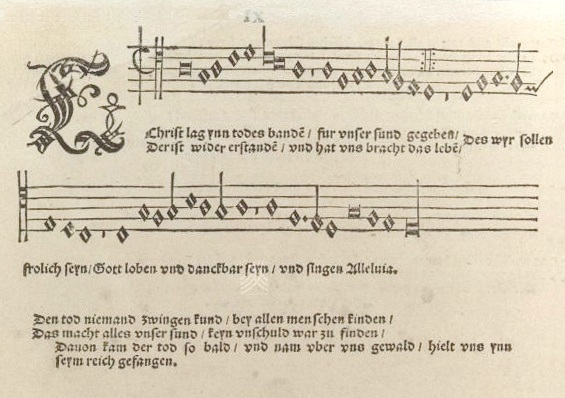
Luthers psalm i Geystliche gesangk Buchleyn 1524.

I dödens bojor Kristus låg eller I dödens band låg Herren Krist är från början en tysk version (Christ ist erstanden) från 1100-talet av en latinsk sekvens, Victimae paschali laudes, diktad omkring 1050, sannolikt av historieskrivaren och diktaren Wipo från Burgund, kaplan vid den tyske kejsaren Konrad II:s hov. Den bearbetades med sju verser av Martin Luther 1524 med titeln Christ lag in Todes-Banden. En svensk översättning gjordes 1567. Den publicerades inte i 1819 års psalmbok. Senare kom psalmen att bearbetas av Johan Ludvig Runeberg 1857, Edvard Evers 1902, Johan Alfred Eklund 1919 och en mindre bearbetning 1936. Vid publiceringen av fyra verser i Den svenska psalmboken 1986 (nr 467) är texten en bearbetning av Anders Frostenson 1983. I den finlandssvenska psalmboken 1986 finns sex verser.
Psalmen inleds 1695 med orden:
Christ låg i dödsens bandom
För wåra synder uthgifwen
Melodin är en bearbetning av den latinska originaltextens, i sin tur byggd på den långa tonslingan i sista stavelsens i påskdagsmässans Alleluia. Melodin är, enligt 1921 års koralbok med 1819 års psalmer, första gången funnen i Sverige i Mönsteråshandskriften från 1646 och där hämtad ur Erfurter Enchiridion från 1524. Den tillhör medeltidens äldsta kyrkomelodier och omarbetades av Luther och Johann Walter inför publiceringen 1524.

## Publicerad i
- 1572 års psalmbok med titeln CHrist lågh i dödzens bandom eller VIctime Paschali laudes under rubriken "Om Christi upståndelse".[1]
- Den finska psalmboken 1583 i översättning av Jacobus Finno
- Göteborgspsalmboken under rubriken "Om Christi Upståndelse".[2]
- 1695 års psalmbok som nr 163 under rubriken "Påska Psalmer – Om Christi Upståndelse".
- 1937 års psalmbok som nr 113 med titelraden "I dödens band låg Herren Krist" och fyra verser, under rubriken "Påsk".
- Finska psalmboken 1938 som nr 74
- 1943 års psalmbok som nr 68
- Den svenska psalmboken 1986 som nr 467 under rubriken "Påsk".
- Finlandssvenska psalmboken 1986 som nr 92 under rubriken "Påsk".
- Finska psalmboken 1986 som nr 96 under rubriken "Påsk".

## Koralbearbetningar

### Orgel
- Christ lag in Todes Banden av Franz Tunder.[3]